# 신형 중거리 탄도 미사일
장거리 극초음속 미사일은 미국이 개발중인 극초음속 활공체이다. Long-Range Hypersonic Weapon(LRHW)라고 부른다.

## 역사
2019년 8월 2일, INF 협정이 공식적으로 종료되었다.
2019년 12월 12일, 캘리포니아주 반덴버그 공군기지에서 지상발사형 중거리 탄도미사일을 시험발사했다. 미군은 이번 중거리 탄도 미사일의 사거리를 공개하지 않았지만 3,000~4,000km 수준이라는 관측이 제기됐다. 인터넷에 공개된 반덴버그 발사 사진을 보면, 퍼싱-2 미사일 처럼, 탄두 부분에 카나드가 달려있고, 2단 고체연료 로켓으로 보였다. 전체를 흰색으로 칠했다. 퍼싱-2는 뚱뚱한데, 반덴버그 사진은 길고 날씬한 것을 보면, 퍼싱-2의 1단 연료통을 더욱 길게 늘린 것으로 보이기도 한다.
2020년 3월, 펜타곤 관리는 이동식 지상발사형 순항미사일 사거리는 1,000km 정도며, 지상발사형 탄도미사일 사거리는 3,000-4,000km 라고 말했다.
2020년 7월 28일, 청와대 김현종 국가안보실 2차장은 오후 브리핑을 통해 "한미 미사일 지침 개정으로 우주 발사체에 대한 고체연료 사용 제한이 해제됐다"고 밝혔다.
2020년 8월 16일, 마셜 빌링즐리 미 대통령 군축담당 특사는 니혼게이자이신문과의 인터뷰에서 미국이 개발 중인 중거리미사일에 대해 "일본 등이 장래에 정말로 원하고 필요로 할 방위 능력"이라고 말했다. 신형 미사일의 사거리는 1,000km 안팎으로 추정된다. 니혼게이자이신문은 “(미사일을) 미국령 괌에 배치해도 중국을 사정권에 두지 못하기 때문에 아시아에 배치하려면 일본과 한국이 중요하다”고 분석했다. 일본 본토에서 중국 베이징 까지는 1,500km 떨어져 있다.
2025년 7월, 미국 인도태평양사령부가 호주 북부에 장거리 극초음속 미사일(LRHW)인 ‘다크 이글’(Dark Eagle)을 배치하고, 다국적 연합 훈련인 탈리스먼 세이버에서 발사 합동 훈련 사실을 공개했다.

## 북한
북한의 사거리 4,000km 탄도미사일은 러시아 R-27U를 카피했다는 무수단 미사일이 있다. 액체연료를 사용한다.
R-27U
- 중량: 14.200kg
- 직경: 1.50m
- 길이: 8.89m
- 날개폭: 1.50m
- 탄두중량: 650kg
- 탄두: 200 Kt 급 핵탄두 3개
- 사거리: 3,000km
- CEP: 1.3 km
- 발사대: project 667AU 잠수함

## 디자인
진공추력 500 kN인 캐스터 4B 고체연료 모터를 사용했다. 캐스터 4B는 과거 맥서스 로켓에 사용했던 엔진이다. 2017년 4월 7일 발사된 맥서스 9 로켓은 길이 15.5 m, 무게 12.4톤, 속도 마하 10.29이다.
퍼싱-2 1단의 추력은 172 kN 이었다. 퍼싱-2 보다 훨씬 대형 미사일임을 알 수 있다.
- 퍼싱 II, 무게 7.4톤, 2단 고체연료, 사거리 2,500km, 80 kt W85 핵탄두, 탄두에 카나드, 1단 추력 172 kN
- 신형 중거리 미사일, 무게 미확인, 2단 고체연료, 사거리 4,000km, 재래식 탄두, 탄두에 카나드, 1단 추력 500 kN

## 대한민국
2020년 9월 27일, 마셜 빌링슬리 미국 국무부 군비통제 대통령 특사가 방한했다. 중국을 '핵 깡패'(nuclear bully)로 규정하며 우리 정부에 중국 견제에 동참해야 한다는 의중을 드러냈다. "중국은 중거리핵전력조약(INF)의 구애를 받지 않아 지난 30년간 1,000~2,000기의 순항·탄도미사일을 개발해 배치했다"며 "작년에 225발의 탄도미사일을 발사했고 올 들어 8월까지 70차례 미사일을 발사했다"고 밝혔다. 이어 "이런 내용과 핵 운반 수단에 대해서도 한국에 얘기를 했다"라며 "이런 사안의 심각성을 한국이 이해해서 기쁘게 생각한다"라고 말했다.
"전 세계가 이해해야 할 것은 미국이 지난 33년간 구소련, 러시아와 우리가 맺은 INF에 의한 제약을 안고 살아왔다는 점입니다. 러시아는 미국을 20년간 속여왔습니다. 그리고 이 기간 중국은 제약을 받지 않았습니다. 그 기간 러시아는 이런 여러 가지 다양한 무기 시스템을 개발하고 배치했는데, 중국은 이보다 더 많이 개발했습니다."
빌링슬리 특사는 미국 전략사령부의 토머스 부셰 부사령관(공군 중장)과 함께 방한했다. 그가 언급한 '중국의 핵전력 비밀 정보 공유'는 부셰 중장이 맡았다. 전략사령부는 미국의 핵전력을 운용하는 곳이다. 빌링슬리 특사는 "미국은 최근 중거리 미사일 개발을 시작했고, 중국을 곧 따라잡을 것”이라며 "미국은 중거리 미사일을 핵미사일로 만들 계획은 없다"라고 말했다.
그의 방한은 중국에 대응하기 위해 미국이 동북아에 중거리 미사일을 배치하려는 과정의 첫발을 뗐다는 해석이 나온다. 물론 중국은 강력히 반발하고 있다.
미국은 신형 중거리 탄도 미사일에 핵탄두를 넣지는 않을 것이라면서도, 미국 전략사령부가 이 개발을 주도하고 있다. 미국, 러시아, 중국 등 전 세계 핵무장국들이 전략 사령부가 있고, 북한에도 창설되어 있는데, 전략 사령부는 재래식 탄두를 사용하는 부대가 아니다.

## 제원
- 용도: IRBM
- 길이:
- 직경:
- 무게:
- 단수: 2단 고체연료
- 1단: 캐스터 4B 모터, 진공추력 500 kN
- 사거리: 3,000-4,000km
- 속도: 마하 17 이상
- 외양: 퍼싱-2와 비슷하게 생김
- 발사대: 지하 사일로

## 같이 보기
- en:Maxus (rocket)
- 제56포병사령부